# Chu shogi
Chu shogi (中将棋 (Trung tướng kì)) là một biến thể lớn hơn của shōgi đến từ Nhật Bản, đồng thời cũng là một trò chơi bàn với hai người chơi. 

## Luật chơi

### Thiết lập trò chơi
Hai người chơi, bên Tiên (先手 (tiên thủ)/ せんて sente, "người đi trước") và bên Hậu (後手 (hậu thủ)/ ごて gote, "người đi sau"), chơi trên một bàn cờ gồm có mười hai hàng ngang và mười hai cột dọc, phân thành 144 ô vuông để đặt và di chuyển quân cờ. Các ô vuông không bị phân biệt bằng cách đánh dấu hoặc màu sắc, không giống như bàn cờ phương Tây. 
- Bốn hàng từ dưới lên trên theo góc nhìn của người chơi đó được gọi là vùng phong cấp của người chơi đó.
- Tiên thủ và Hậu thủ lần lượt thực hiện các nước đi của mình, và Chu shogi không có luật thả quân như nguyên gốc shogi.

Mỗi người chơi có một bộ 46 quân cờ gồm 21 loại quân khác nhau, và mỗi quân cờ có tên của nó được viết bằng Hán tự. Chữ viết thường có màu đen. Ở mặt trái của hầu hết các quân cờ (tức là ngoại trừ vua, hoàng hậu và sư tử) có các ký tự để chỉ các quân cờ đã được phong cấp, thường được viết bằng mực màu đỏ. Các quân cờ có hình nêm và hướng của chúng cho biết chúng thuộc về người chơi nào, khi chúng hướng về phía đối thủ. Tổng cộng, người chơi phải nhớ 28 nước đi cho các quân cờ này. Các mảnh có kích thước hơi khác nhau; từ lớn nhất đến nhỏ nhất (mạnh nhất đến yếu nhất) là:
- 1 Vương tướng
- 1 Ngọc tướng
- 1 Bôn vương
- 1 Sư tử
- 2 Long vương
- 2 Long mã
- 2 Phi xa
- 2 Giác hành
- 1 Kỳ lân
- 1 Phượng hoàng
- 1 Túy tượng
- 2 Manh hổ
- 2 Mãnh báo
- 2 Kim Tướng
- 2 Ngân Tướng
- 2 Đồng Tướng
- 2 Hoành hành
- 2 Thụ hành
- 2 Phản xa
- 2 Hương xa
- 2 Trọng nhân
- 12 Bộ binh

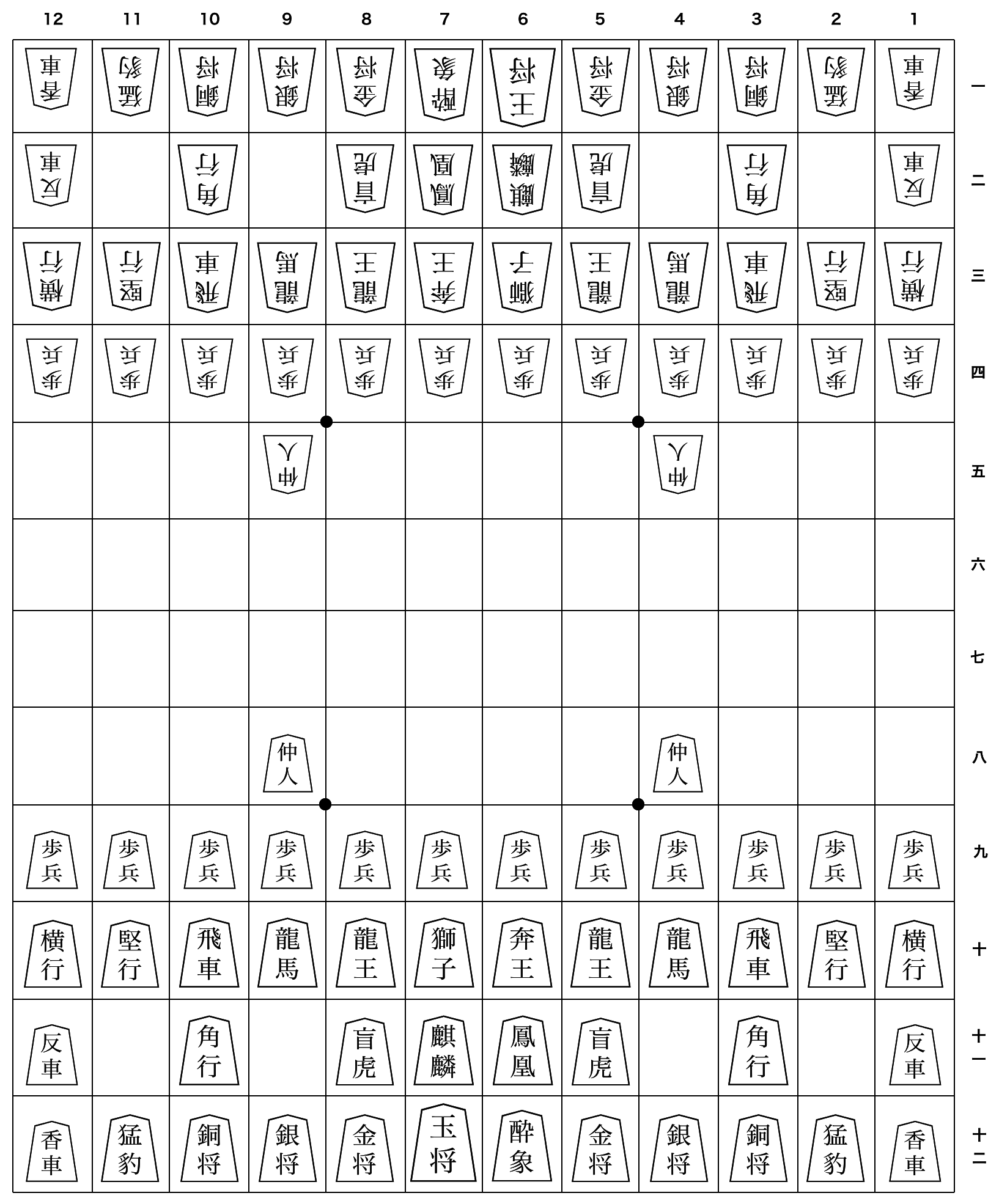
Thiết lập ban đầu của Chu shogi với tên các quân cờ được viết đầy đủ bằng kanji.

Liệt kê dưới đây là các quân cờ của trò chơi và nếu có thăng cấp, thì các quân cờ sẽ được thăng cấp thành. Tên là bản dịch thô đã được chuẩn hóa phần nào trong tiếng Việt. Các quân được liệt kê theo thứ tự bảng chữ cái theo tên tiếng Anh của chúng.
Phong cấp chỉ áp dụng cho các quân cờ bắt đầu với các thứ hạng ở cột ngoài cùng bên trái, tức là các quân cờ có các thứ hạng này được viết bằng màu đen; những quân cờ thăng cấp có cùng thứ hạng được viết bằng màu đỏ có thể không được thăng cấp nữa. Các quân cờ chỉ xuất hiện khi thăng cấp, tức là các tên chỉ xuất hiện được viết bằng màu đỏ, được đánh dấu hoa thị. Vương tướng, Ngọc tướng, Bôn vương và Sư tử không phong cấp.
| Tên quân cờ    | Kanji | Romaji   | Kí hiệu | Phong cấp thành       | Ý nghĩa          |
| -------------- | ----- | -------- | ------- | --------------------- | ---------------- |
| Giác hành      | 角行  | kakugyō  | 角      | Long mã               | Di chuyển góc    |
| Manh hổ        | 盲虎  | mōko     | 虎      | Phi lộc               | Hổ mù            |
| Đồng tướng     | 銅将  | dōshō    | 銅      | Hoành hành            | Tướng đồng       |
| Long mã        | 龍馬  | ryūma    | 馬      | Giác ưng              | Ngựa rồng        |
| Long vương     | 龍王  | ryūō     | 龍      | Phi thứu              | Vua rồng         |
| Túy tượng      | 酔象  | suizō    | 象      | Thái tử               | Voi say xỉn      |
| Mãnh báo       | 猛豹  | mōhyō    | 豹      | Giác hành             | Báo đốm          |
| *Phi ngưu      | 飛牛  | higyū    | 牛      | (phong từ Thụ hành)   | Trâu bay         |
| *Phi lộc       | 飛鹿  | hiroku   | 鹿      | (phong từ Manh hổ)    | Huơu bay         |
| *Bôn trư       | 奔猪  | honcho   | 猪      | (phong từ Hoành hành) | Lợn chạy         |
| Trọng nhân     | 仲人  | chūnin   | 仲      | Túy tượng             | Đi giữa          |
| Kim tướng      | 金将  | kinshō   | 金      | Phi xa                | Tướng vàng       |
| *Giác ưng      | 角鷹  | kakuō    | 鷹      | (phong từ Long mã)    | Chim ưng có sừng |
| Vua (tiên thủ) | 玉将  | gyokushō | 玉      | —                     | Tướng ngọc       |
| Vua (hậu thủ)  | 王将  | ōshō     | 王      | —                     | Tướng vua        |
| Kỳ lân         | 麒麟  | kirin    | 麒      | Sư tử                 | Kỳ lân           |
| Hương xa       | 香車  | kyōsha   | 香      | Bạch câu              | Xe hương         |
| Sư tử          | 獅子  | shishi   | 獅      | —                     | Sư tử            |
| Bộ binh        | 歩兵  | fuhyō    | 歩      | Kim tướng             | Lính bộ          |
| Phượng hoàng   | 鳳凰  | hōō      | 鳳      | Bôn vương             | Phượng hoàng     |
| *Thái tử       | 太子  | taishi   | 太      | (phong từ Túy tượng)  | Thái tử          |
| Bôn vương      | 奔王  | honnō    | 奔      | —                     | Vua chạy         |
| Phản xa        | 反車  | hensha   | 反      | Kình nghê             | Xe ngược         |
| Phi xa         | 飛車  | hisha    | 飛      | Long vương            | Xe bay           |
| Hoành hành     | 横行  | ōgyō     | 横      | Bôn trư               | Đi ngang         |
| Ngân tướng     | 銀将  | ginshō   | 銀      | Thụ hành              | Tướng bạc        |
| *Phi thứu      | 飛鷲  | hijū     | 鷲      | (phong từ Long vương) | Đại bàng bay     |
| Thụ hành       | 竪行  | shugyō   | 竪      | Phi ngưu              | Đi dọc           |
| *Kình nghê     | 鯨鯢  | keigei   | 鯨      | (phong từ Phản xa)    | Cá voi           |
| *Bạch câu      | 白駒  | hakku    | 駒      | (phong từ Hương xa)   | Ngựa trắng       |

### Phong cấp
Khu vực phong cấp là 'lãnh thổ đối phương', bốn hàng xa nhất của bàn cờ, phần lớn bị chiếm bởi quân của người chơi đối phương khi bàn cờ được thiết lập lần đầu. Khi một quân cờ có thể phong cấp đi vào khu vực phong cấp từ bên ngoài hoặc thực hiện nước đi ăn quân trong khu vực phong cấp, nó sẽ có tùy chọn "phong cấp" lên một quân cờ mạnh mẽ hơn. Phong cấp không bắt buộc và trong một số trường hợp, bạn có thể để lại quân cờ không được phong cấp. (Ví dụ: bộ binh, kim tướng, ngân tướng, đồng tướng, mãnh báo, phượng hoàng, kỳ lân, thụ hành, hoành hành và trọng nhân đều mất một số khả năng tấn công khi phong cấp, vì vậy có thể có lý do chiến thuật tức thì để hoãn lại, mặc dù lợi ích thu lại được nhiều hơn mất.) Phong cấp là vĩnh viễn và các quân cờ được phong cấp không được trở lại quân cờ ban đầu, cũng như không được phong cấp lần thứ hai. Nếu một quân cờ không được phong cấp khi vào vùng phong cấp, thì nó có thể không được phong cấp cho đến khi nó rời khỏi vùng đó và quay lại trừ khi nó ăn quân, ngoại trừ những con tốt (xem bên dưới).
Phong cấp được thực hiện bằng cách lật quân cờ lại sau khi nó di chuyển, để lộ tên của quân cờ được phong cấp. Phong cấp một quân cờ có tác dụng thay đổi cách thức di chuyển của quân cờ đó. Xem bên dưới. Ví dụ: việc phong cấp quân Kỳ lân biến nó thành một quân Sư tử và sau đó nó di chuyển giống hệt như con sư tử ban đầu, ngay cả với các luật trao đổi sư tử. (Đó có thể là lý do để trì hoãn việc phong cấp Kỳ lân.) Tuy nhiên, một quân Phi xa có được bằng cách phong cấp Tướng vàng khác với một quân Phi xa ban đầu, bằng cách đó quân Phi xa phong cấp ấy vẫn có thể phong cấp lên quân Long vương, trong khi quân Phi xa trước đây không thể làm điều đó.
Nếu một quân tốt đi đến hàng xa nhất, nó sẽ có cơ hội phong cấp thứ hai khi không bị bắt. (Điều này là do con tốt không bao giờ có thể rời khỏi khu vực phong cấp và có lý do chính đáng để trì hoãn việc phong cấp của nó: một con tốt có thể đứng giữa hai con sư tử được bảo vệ mà không cho phép một trong hai người chơi trao đổi chúng, đó là một con tốt được phong cấp - một tướng vàng - không thể làm được.) Không có ngoại lệ nào như vậy tồn tại hoặc cần thiết cho quân Hương xa (quân duy nhất khác quân tốt không có nước đi lùi) vì không bao giờ có bất kỳ lý do gì để trì hoãn việc phong cấp Hương xa ngay từ đầu: do đó, Hương xa đi đến hàng xa nhất mà không phong cấp sẽ trở thành một "quân cờ chết" (死 に 駒) bất động. Tương tự, việc thăng cấp cuối cùng của con tốt này cũng có thể bị từ chối, khiến con tốt như một "quân cờ chết" bất động. (Không giống như Hương xa, điều này có thể vẫn được thực hiện với lý do, một lần nữa vì các luật trao đổi quân sư tử).
Theo Okazaki Shimei, quân Trọng nhân cũng có thể thăng cấp ở hàng xa nhất khi không bị bắt. Trước đây, Hiệp hội Chu Shogi Nhật Bản đã sử dụng luật này, nhưng sau đó đã bãi bỏ quy định vì nó có thể đi ngược lại. Một số quy tắc mới do Okazaki đưa ra và không có trong các văn bản thời Edo dường như là những đổi mới khá muộn trong lịch sử của Chu shogi từ thời Showa.

### Cách thức di chuyển
Một quân cờ của đối thủ bị bắt bằng cách thế chỗ: Nghĩa là, nếu một quân cờ di chuyển đến một ô vuông bị quân đối phương chiếm giữ, quân cờ đó sẽ bị loại bỏ khỏi bàn cờ. Một quân cờ không thể di chuyển đến một ô vuông do quân của mình chiếm giữ, nghĩa là quân cờ khác do người chơi đang di chuyển điều khiển.
Mỗi quân cờ trên trò chơi di chuyển theo một cách thức đặc trưng. Các quân cờ di chuyển theo đường thẳng (nghĩa là tiến, lùi, trái hoặc phải, theo hướng của một trong các nhánh dấu cộng +), hoặc theo đường chéo (theo hướng của một trong các nhánh dấu nhân ×). Sư tử là ngoại lệ duy nhất, ở chỗ nó không bắt buộc phải di chuyển trên một đường thẳng.
Như đã nói trước đó, trò chơi này dựa trên dai shogi và tất cả các quân cờ của trò chơi này có thể được tìm thấy trong Dai shogi. Tám loại quân cờ bị loại bỏ đều khá yếu và được phong cấp thành tướng vàng. Hơn nữa, bàn cờ dai shogi lớn hơn làm cho các nước đi mang tính chậm chạp thậm chí còn chậm hơn. Tất cả những điều này tạo nên lối chơi tương đối buồn tẻ.
Nhiều mảnh có khả năng thực hiện một số kiểu di chuyển, với kiểu di chuyển thường xuyên nhất tùy thuộc vào hướng mà chúng di chuyển. Các kiểu di chuyển là:

#### Đi từng bước một
Một số quân cờ chỉ di chuyển một hình vuông ở mỗi nước đi. Nếu một quân thiện chiếm một ô vuông liền kề, quân di chuyển có thể không di chuyển theo hướng đó; nếu có một quân cờ đối lập, nó có thể bị dịch chuyển và bắt giữ.
Các quân đi theo cách này là Vương tướng (hoặc Ngọc tướng), Thái tử, Túy tượng, Manh hổ, Mãnh báo, các quân Tướng, Trọng nhân và 12 con tốt của mỗi bên. Chỉ có Vua và Thái tử mới có thể đi theo cả tám hướng. Vua và Thái tử cũng được coi là quân cờ hoàng gia, vì nếu mất cả hai sẽ thua trận. Hiệp hội Chu Shogi Nhật Bản, ngoài việc phân tách Vua và Thái tử, còn coi quân tốt và quân trọng nhân là một loại "quân tốt" (歩) riêng biệt, trong khi những quân cờ đi một ô còn lại được gọi là "quân nhỏ" (小 駒).

#### Nhảy qua quân cờ khác
Một số quân cờ có thể nhảy, nghĩa là chúng có thể vượt qua bất kỳ quân cờ xen kẽ nào, dù là của mình hay đối thủ, mà không ảnh hưởng gì đến cả hai. Đó là Sư tử, Kỳ lân, Phượng hoàng, Giác ưng và Phi thứu. Chỉ có Sư tử mới có thể nhảy về mọi hướng.

#### Đi không giới hạn ô
Nhiều quân cờ có thể đi bất kỳ số ô vuông trống nào dọc theo một đường thẳng hoặc đường chéo, chỉ giới hạn bởi cạnh của bàn cờ. Nếu một quân cờ của đối thủ xen vào, nó có thể bị bắt bằng cách di chuyển đến ô vuông đó và loại bỏ nó khỏi bàn cờ. Một quân cờ di chuyển theo kiểu này phải dừng lại ở chỗ nó bắt được, và không thể vượt qua một quân cờ đang cản đường của nó. Nếu một quân cờ của quân mình chen vào, quân cờ đó bị giới hạn trong khoảng cách dừng ngắn hơn quân cờ xen kẽ; nếu quân cờ của quân mình đứng liền kề, nó sẽ không thể di chuyển theo hướng đó.
Các quân cờ đi theo kiểu này là Bôn vương, Long vương,Long mã, Phi xa, Giác hành, Thụ hành, Hoành hành, Phản xa, Hương xa và tất cả những quân cờ không xuất hiện trong thiết lập ban đầu ngoại trừ Thái tử. Chỉ có Bôn vương mới có thể đi cả tám hướng. Hiệp hội Chu Shogi Nhật Bản còn chia chúng thành các quân cờ lớn hơn (大 走 り 駒) và nhỏ hơn (走 り 駒): các quân có kích thước lớn hơn là Bôn vương, Giác ưng và Phi thứu, và còn lại là các quân có kích thước nhỏ hơn.

#### Nước đi của sư tử (bắt quân liên tục)
Sư tử có khả năng bắt đôi, được gọi là 'nước đi sư tử', ở cấp độ thấp hơn là Giác ưng và Phi thứu (Long mã và Long vương). Chi tiết về những chiêu thức mạnh mẽ này được mô tả cho sư tử bên dưới.

### Quân cờ cụ thể
Sau đây là bảng cách đi của từng quân. Bên trái là quân ban đầu, bên phải là quân đã được phong cấp.
| Chú thích |                                                              |
| ○         | Đi đến ô liền kề hoặc đi có hạn chế các ô theo hướng đã định |
| ☆         | Có thể nhảy qua các quân khác để đến một ô mới không liền kề |
| │         | Đi không giới hạn các ô cho đến khi có quân cản đường        |
| ─         | Đi không giới hạn các ô cho đến khi có quân cản đường        |
| ╲         | Đi không giới hạn các ô cho đến khi có quân cản đường        |
| ╱         | Đi không giới hạn các ô cho đến khi có quân cản đường        |
| !         | Ăn quân không cần thế chỗ                                    |

|  |  |    |  |  |
|  |  | ○  |  |  |
|  |  | 仲 |  |  |
|  |  | ○  |  |  |
|  |  |    |  |  |

|  |  |    |  |  |
|  |  | ○  |  |  |
|  |  | 歩 |  |  |
|  |  |    |  |  |
|  |  |    |  |  |

|   |   |    |   |   |
|   |   | ○  |   |   |
| ─ | ─ | 横 | ─ | ─ |
|   |   | ○  |   |   |
|   |   |    |   |   |

|  |   | │  |   |  |
|  |   | │  |   |  |
|  | ○ | 竪 | ○ |  |
|  |   | │  |   |  |
|  |   | │  |   |  |

| ╲ |   |    |   | ╱ |
|   | ╲ |    | ╱ |   |
|   |   | 角 |   |   |
|   | ╱ |    | ╲ |   |
| ╱ |   |    |   | ╲ |

|   |   | │  |   |   |
|   |   | │  |   |   |
| ─ | ─ | 飛 | ─ | ─ |
|   |   | │  |   |   |
|   |   | │  |   |   |

| ╲ |   |    |   | ╱ |
|   | ╲ | ○  | ╱ |   |
|   | ○ | 馬 | ○ |   |
|   | ╱ | ○  | ╲ |   |
| ╱ |   |    |   | ╲ |

|   |   | │  |   |   |
|   | ○ | │  | ○ |   |
| ─ | ─ | 龍 | ─ | ─ |
|   | ○ | │  | ○ |   |
|   |   | │  |   |   |

|  |  | │  |  |  |
|  |  | │  |  |  |
|  |  | 香 |  |  |
|  |  |    |  |  |
|  |  |    |  |  |

|  |  | │  |
|  |  | │  |
|  |  | 反 |
|  |  | │  |
|  |  | │  |

|  |   |    |   |  |
|  | ○ |    | ○ |  |
|  | ○ | 虎 | ○ |  |
|  | ○ | ○  | ○ |  |
|  |   |    |   |  |

|  |   |    |   |  |
|  | ○ | ○  | ○ |  |
|  |   | 豹 |   |  |
|  | ○ | ○  | ○ |  |
|  |   |    |   |  |

|  |   |    |   |  |
|  | ○ | ○  | ○ |  |
|  |   | 銅 |   |  |
|  |   | ○  |   |  |
|  |   |    |   |  |

|  |   |    |   |  |
|  | ○ | ○  | ○ |  |
|  |   | 銀 |   |  |
|  | ○ |    | ○ |  |
|  |   |    |   |  |

|  |   |    |   |  |
|  | ○ | ○  | ○ |  |
|  | ○ | 金 | ○ |  |
|  |   | ○  |   |  |
|  |   |    |   |  |

|  |   |    |   |  |
|  | ○ | ○  | ○ |  |
|  | ○ | 象 | ○ |  |
|  | ○ |    | ○ |  |
|  |   |    |   |  |

|   |   | ☆  |   |   |
|   | ○ |    | ○ |   |
| ☆ |   | 麒 |   | ☆ |
|   | ○ |    | ○ |   |
|   |   | ☆  |   |   |

| ☆ |   |    |   | ☆ |
|   |   | ○  |   |   |
|   | ○ | 鳳 | ○ |   |
|   |   | ○  |   |   |
| ☆ |   |    |   | ☆ |

| ╲ |   | │  |   | ╱ |
|   | ╲ | │  | ╱ |   |
| ─ | ─ | 奔 | ─ | ─ |
|   | ╱ | │  | ╲ |   |
| ╱ |   | │  |   | ╲ |

|  |   | │  |   |  |
|  | ○ | │  | ○ |  |
|  | ○ | 鹿 | ○ |  |
|  | ○ | │  | ○ |  |
|  |   | │  |   |  |

| ╲ |   | │  |   | ╱ |
|   | ╲ | │  | ╱ |   |
|   |   | 牛 |   |   |
|   | ╱ | │  | ╲ |   |
| ╱ |   | │  |   | ╲ |

| ╲ |   |    |   | ╱ |
|   | ╲ |    | ╱ |   |
| ─ | ─ | 猪 | ─ | ─ |
|   | ╱ |    | ╲ |   |
| ╱ |   |    |   | ╲ |

|   |   | │  |   |   |
|   |   | │  |   |   |
|   |   | 鯨 |   |   |
|   | ╱ | │  | ╲ |   |
| ╱ |   | │  |   | ╲ |

| ╲ |   | │  |   | ╱ |
|   | ╲ | │  | ╱ |   |
|   |   | 駒 |   |   |
|   |   | │  |   |   |
|   |   | │  |   |   |

|  |   |    |   |  |
|  | ○ | ○  | ○ |  |
|  | ○ | 王 | ○ |  |
|  | ○ | ○  | ○ |  |
|  |   |    |   |  |

|  |   |    |   |  |
|  | ○ | ○  | ○ |  |
|  | ○ | 太 | ○ |  |
|  | ○ | ○  | ○ |  |
|  |   |    |   |  |

Ba quân cờ tiếp theo có các nước đi đặc biệt liên quan đến khả năng di chuyển và thậm chí bắt quân hai lần mỗi lượt.
| ╲ |   | ☆  |   | ╱ |
|   | ╲ | !  | ╱ |   |
| ─ | ─ | 鷹 | ─ | ─ |
|   | ╱ | │  | ╲ |   |
| ╱ |   | │  |   | ╲ |

| ☆ |   | │  |   | ☆ |
|   | ! | │  | ! |   |
| ─ | ─ | 鷲 | ─ | ─ |
|   | ╱ | │  | ╲ |   |
| ╱ |   | │  |   | ╲ |

| ○ | ○ | ○  | ○ | ○ |
| ○ | ○ | ○  | ○ | ○ |
| ○ | ○ | 獅 | ○ | ○ |
| ○ | ○ | ○  | ○ | ○ |
| ○ | ○ | ○  | ○ | ○ |

| ☆ | ☆ | ☆  | ☆ | ☆ |
| ☆ | ! | !  | ! | ☆ |
| ☆ | ! | 獅 | ! | ☆ |
| ☆ | ! | !  | ! | ☆ |
| ☆ | ☆ | ☆  | ☆ | ☆ |

#### Nước đi sư tử
Dưới đây là tám ví dụ về các quy tắc trao đổi sư tử đang hoạt động. Trong tất cả các ví dụ dưới đây, quân Đen và Trắng được phân biệt bằng màu sắc chứ không phải theo hướng như trong trò chơi thực. (Màu đen di chuyển lên phía trên.)
|    |    | 金 |
|    | 獅 |    |
| 獅 |    |    |

|  | 角 |    |  | 反 |
|  | 銀 |    |  |    |
|  |    | 獅 |  |    |
|  |    |    |  | 獅 |
|  |    |    |  |    |

| 獅 |  |    |  |    |
|    |  |    |  |    |
|    |  | 獅 |  |    |
|    |  | 歩 |  |    |
|    |  |    |  | 角 |

|    |  | 獅 |    | 馬 |  |    |
|    |  | 銀 | 歩 |    |  |    |
|    |  |    |    | 獅 |  |    |
|    |  |    |    | 歩 |  |    |
| 玉 |  |    |    |    |  | 角 |

|  |    | 獅 |
|  | 歩 |    |
|  | 獅 |    |

|    |    | 獅 |    | 飛 |
| 金 | 仲 |    |    |    |
|    |    | 獅 |    |    |
|    |    |    | 銀 |    |
|    |    |    |    | 獅 |

|  | 飛 |    |    |  |  |    |
|  |    |    |    |  |  |    |
|  |    |    |    |  |  |    |
|  |    | 麒 |    |  |  | 獅 |
|  | 獅 |    |    |  |  |    |
|  |    |    |    |  |  |    |
|  |    |    | 角 |  |  |    |

| 香 |    |  |    |    |    |  |
|    |    |  |    |    |    |  |
| 角 |    |  |    |    | 獅 |  |
|    |    |  | 獅 |    |    |  |
|    | 獅 |  |    |    |    |  |
|    |    |  | 飛 |    |    |  |
|    |    |  |    | 王 |    |  |

### Lặp nước đi
Về nguyên tắc, người chơi không được đi lại nước đi cũ nếu nước đi đó đã xuất hiện trước đó. (Quy tắc này thường được nới lỏng mà không làm thay đổi tác dụng của nó, bằng cách chỉ cấm sự xuất hiện lần thứ 4 của bất kỳ nước đi nào, để cho phép người chơi phạm lỗi.) trong kiểm tra. Lưu ý rằng một số quân cờ nhất định có khả năng nhảy qua bất kỳ quân cờ nào trong một số tình huống nhất định (sư tử, khi ít nhất một hình vuông liền kề với nó đều đã có quân cờ khác chiếm chỗ, quân Giác ưng, khi ô vuông ngay trước nó đã có quân cờ khác chiếm chỗ và quân Phi thứu, khi hai ô vuông theo chéo về phía trước cũng trong tình trạng như Sư tử hay Giác ưng). (Sư tử, Giác ưng và Phi thứu cũng có thể bị chặn đi ngang qua cạnh bàn cờ.) Mỗi nước đi như vậy khiến vị trí không thay đổi, nhưng không vi phạm quy tắc lặp nước, vì bây giờ sẽ đến lượt người chơi khác để di chuyển. Tất nhiên, hai nước đi liên tiếp là không thể, vì người chơi đầu tiên sẽ nhìn thấy vị trí mới như trước.
Hiệp hội Chu Shogi Nhật Bản chơi theo các luật lặp nước phức tạp hơn. Chỉ có lần lặp lại nước đi thứ tư sẽ bị cấm và người chơi bên nào đạt được điều này đầu tiên không bị ép buộc phải đi nước đi khác. Nếu một bên đang thực hiện các cuộc tấn công với các nước đi của mình đều giống với các nước đi cũ và bên còn lại thì không, bên tấn công phải đi nước đi khác, trong khi trong trường hợp kiểm tra quân cờ phải đi chệch hướng bất kể bên được kiểm tra có tấn công các quân cờ khác hay không. Trong trường hợp đi hai nước liên tiếp, bên đi trước phải đi nước đi khác, làm cho việc bỏ qua lượt để tránh zugzwang là vô nghĩa nếu đối phương ở vị trí mà người chơi cũng có thể vượt qua trong lượt của mình.

### Chiếu và chiếu hết
Khi một người chơi thực hiện một nước đi sao cho hoàng gia (vua hoặc thái tử) duy nhất còn lại của đối phương có thể bị bắt ở nước đi sau, nước đi đó được coi là chiếu; vua hoặc hoàng tử được cho là đang bị chiếu. Nếu vua hoặc hoàng tử của một người chơi đang bị chiếu và không có nước đi đúng luật nào của người chơi đó sẽ thoát khỏi việc bị chiếu, thì nước đi chiếu đó cũng là chiếu hết và chiến thắng trò chơi một cách hiệu quả.
Không giống như cờ vua phương Tây, một kỳ thủ không cần phải di chuyển Vua ra khỏi vùng bị chiếu, và thậm chí có thể đi vào vùng bị chiếu. Mặc dù đó thường không phải là một ý tưởng hay, nhưng một người chơi có nhiều hơn một hoàng gia đôi khi có thể hy sinh một trong những quân cờ này như một phần của gambit hoặc đổi lấy những quân cờ mạnh hơn.
Người chơi không được phép thực hiện nước đi chiếu vĩnh viễn. Đây là một quy tắc mà phát sinh từ quy tắc lặp lại.

### Kết thúc trò chơi
Một người chơi bắt được Vua hoặc Thái tử duy nhất còn lại của đối thủ sẽ thắng trận đấu. Vì vậy, một người chơi mà bị chiếu hoặc không có nước đi nào hợp lệ sẽ bị thua. Tình trạng này sẽ dẫn đến "smothered stalemates" nơi mà sự an toàn của quân Vua bên mạnh không còn là vấn đề, nhưng không có nước đi nào có thể thực hiện được: những điều này cũng dẫn đến việc người chơi bị bí nước phải đi theo quy tắc của The Chess Variant Pages.
Thay vào đó, có quy tắc "vua trần". Một mô tả lịch sử về chu shogi có đề cập đến, "Khi các quân cờ của cả hai bên không còn, và chỉ còn 2 quân Vua, một bên chỉ có thể chiếu hết nếu bên đó có quân Kim tướng được thăng cấp". Tuy nhiên, đây chỉ là một trường hợp cụ thể, và động cơ cho một quy tắc như vậy là không chắc chắn vì vua và quân Phi xa (Kim tướng được phong cấp) chống lại Vua bên đối phương, rất dễ bị chiếu bí. Hiệp hội Chu-Shogi Nhật Bản đã thay đổi điều này thành một quy tắc chung tương tự như của shatranj, trong đó một quân Vua trần ngay lập tức thua khi mất tất cả quân cờ của mình, trừ khi bên đó có thể hạ gục đối thủ ở nước đi sau (trong trường hợp đó ván đấu là một ván hòa), hoặc bạn có thể bắt quân Vua hoặc Thái tử duy nhất còn lại của đối thủ ở nước đi sau (trong trường hợp đối thủ thua cuộc). Điều này tạo ra sự khác biệt trong Tàn cuộc Vua và tốt chống lại Vua, hoặc Vua và Mãnh báo chống lại Vua bên yếu, mà bên mạnh hơn không thể chiến thắng nếu bên yếu hơn không chỉ có quân Vua mà còn có nhiều quân cờ khác (và trong một số trường hợp với Manh hổ, Ngân tướng và Đồng tướng có thể bị mắc kẹt bởi vua đối phương khi tách khỏi vua của chính họ). Chi tiết hơn được cung cấp trong các luật cờ tiêu chuẩn của họ: Vua và bất kỳ quân nào chống lại Vua bên yếu là chiến thắng ngay lập tức theo luật vua trần, ngoại trừ nếu quân cờ là quân tốt hoặc đi giữa, trong trường hợp đó quân cờ phải được phong cấp một cách an toàn (với Kim tướng hoặc Túy tượng) trước khi chiến thắng có thể được xác định. Hơn nữa, "quân cờ chết" không được tính theo luật này; Vua và một con tốt bất động hoặc Hương xa ở hạng xa chống lại Vua bên yếu vẫn là một ván hòa.
Trong thực tế, những điều kiện để chiến thắng này hiếm khi được đáp ứng, vì người chơi sẽ đầu hàng khi bị chiếu bí, ngược lại thua là không thể tránh khỏi.
Người chơi thực hiện một nước đi sai luật sẽ thua ngay lập tức. (Quy tắc này có thể được nới lỏng trong các ván đấu thông thường và Hodges viết cho độc giả phương Tây khuyến khích người chơi làm như vậy.) Người chơi cũng có thể đồng ý hòa bất cứ lúc nào hoặc nếu trò chơi đạt đến một vị trí mà khả năng chiến thắng là bất khả thi. hoàn thành cho một trong hai người chơi (gọi là 持 将 棋 jishōgi, như trong shogi tiêu chuẩn). (Trong thực tế, những vị trí không thể chiến thắng nếu bên kia mắc sai lầm rất rõ ràng cũng được coi là jishōgi, chẳng hạn như quân Vua chỉ có Sư tử của mình bị chặn lại gần vua đối phương bởi hai quân Trọng nhân ở các hàng liền kề.) Theo luật có từ lịch sử, điều này có nghĩa là không một loạt nước đi đúng luật nào có thể dẫn đến việc tất cả các quân cờ của một người chơi bị bắt; theo quy định của Hiệp hội Chu Shogi Nhật Bản, điều này cũng có nghĩa là không có loạt nước đi đúng luật nào có thể dẫn đến việc một người chơi chỉ còn lại Vua hoặc không có quân cờ hoàng gia. Trong các giải đấu chuyên nghiệp, các ván đấu hòa được chơi lại với việc đổi bên.

### Luật chạm quân
Hodges đã báo cáo trong tác phẩm của mình một điều luật chạm quân nghiêm ngặt cho Chu shogi. Khi một quân cờ đã được chạm vào đầu tiên, thì bắt buộc người chơi phải đi quân cờ đó. Hơn nữa, nếu quân cờ cũng được chuyển đến một ô vuông, nó bắt buộc phải đi đến ô vuông đó mà không có ngoại lệ. (Có nghĩa là, quân cờ không thể được di chuyển sang một ô vuông khác, ngay cả khi tay của người không rời khỏi quân cờ.) Do đó, luật chạm quân của Chu shogi nghiêm ngặt hơn so với luật chạm quân của cờ vua phương Tây được sử dụng trong đấu giải. Theo luật của Hiệp hội Chu Shogi Nhật Bản, nếu chạm vào một quân cờ mà nó không thể di chuyển thì sẽ không bị phạt trong hai lần đầu tiên, nhưng nếu đối phương phạm lỗi ở lần thứ ba, có thể dẫn đến việc bị tước quyền thi đấu.

## Chấp quân
Các ván đấu giữa những kỳ thủ có lực cờ khác nhau thường được chơi bằng các ván đấu có chấp quân. Trong ván chấp quân, một hoặc nhiều quân của Trắng bị loại bỏ khỏi thiết lập ban đầu — đổi lại, Trắng có thể di chuyển một vài quân cờ của mình hoặc sắp xếp lại chúng để lấp đầy khoảng trống và bảo vệ quân yếu hơn, và Trắng luôn đi trước. Sư tử cũng có thể bị loại bỏ bằng cách thăng cấp Kỳ lân của Đen bằng Sư tử thứ hai, và ở vị trí thứ ba, đổi phượng hoàng của Đen lấy Kỳ lân của Trắng và thăng cấp cho con sau.
Sự mất cân bằng được tạo ra bởi phương pháp chấp quân này không mạnh như trong cờ vua vì lợi thế vật chất không quá quan trọng trong Chu shogi.
Mối quan hệ giữa chấp quân và sự khác biệt về thứ hạng không được thống nhất, với một số hệ thống được sử dụng. Hệ thống được mô tả trong Middle Shogi Manual, theo thứ tự tăng dần về cấp bậc là như sau:
| - Đồng tướng - Ngân tướng - Manh hổ - Mãnh báo - Kim tướng - Hoành hành - Thụ hành - Phi xa | - Hai quân Sư tử - Hai quân Sư tử, một quân Đồng tướng - Hai quân Sư tử, một quân Ngân Tướng - Hai quân Sư tử, một quân Mãnh báo - Hai quân Sư tử, một quân Kim tướng - Hai quân Sư tử, một quân Hoành hành - Hai quân Sư tử, một quân Thụ hành | - Ba quân Sư tử - Ba quân Sư tử và một quân (Bôn vương) - Ba quân Sư tử và hai quân (thêm Long vương) - Ba quân Sư tử và ba quân (thêm Phi xa) - Ba quân Sư tử và bốn quân (thêm Thụ hành) - Ba quân Sư tử và năm quân (thêm Hoành hành) |

Vài cách chấp quân khác cũng được sử dụng như chấp quân Bôn vương, Bôn vương và Long vương, hoặc hai quân Vua (bên yếu hơn bắt đầu ván đấu bằng quân Túy tượng đã phong cấp).
Mối quan hệ giữa cách chấp quân và sự chênh lệch về thứ hạng không được thống nhất rộng rãi. Dưới đây là các cách chấp quân theo gợi ý của Colin Adams'. (bên mạnh chấp bên yếu)
| Chênh lệch thứ hạng | Cách chấp quân                                                                         |
| ------------------- | -------------------------------------------------------------------------------------- |
| 0                   | Không chấp quân                                                                        |
| 1                   | Bên yếu hơn được đi trước                                                              |
| 2                   | Kim tướng (hoặc bên mạnh hơn chấp một quân đi một ô)                                   |
| 3                   | Quân Hoành hành                                                                        |
| 4                   | Quân Thụ hành                                                                          |
| 5                   | Quân Phi xa hoặc Bôn vương                                                             |
| 6                   | Hai quân sư tử                                                                         |
| 7                   | Hai quân sư tử và một quân đi một ô (Đồng tướng, Ngân tướng, Mãnh báo, hoặc Kim tướng) |
| 8                   | Hai quân sư tử và quân Hoành hành                                                      |
| 9                   | Hai quân sư tử và quân Thụ hành                                                        |
| 10                  | Hai quân Sư tử và quân Thụ hành hoặc Ba quân Sư tử                                     |
| 11                  | Ba quân sư tử                                                                          |
| 12                  | Ba quân Sư tử hoặc ba quân Sư tử và một quân cờ                                        |
| 13                  | Ba quân Sư tử và một quân cờ                                                           |
| 14                  | Ba quân Sư tử và hai quân cờ                                                           |
| 15                  | Ba quân Sư tử và ba quân cờ                                                            |
| 16                  | Ba quân Sư tử và bốn quân cờ                                                           |
| 17                  | Ba quân Sư tử và năm quân cờ                                                           |

Ông cũng đã từng đề xuất một hệ thống phân loại đẳng cấp giảm dần từ 20 kyū (người mới bắt đầu) xuống 1 kyū, và sau đó nâng lên từ 1 dan đến 9 dan. (Đề xuất đó có từ khoảng năm 2000.)